# Église Saint-Martin de Balleroy
L'église Saint-Martin de Balleroy est une église catholique située à Balleroy, en France.

## Localisation
L'église est située dans le département français du Calvados, dans l'ancienne commune de Balleroy, devenue le 1er janvier 2016 une commune déléguée au sein de la commune nouvelle de Balleroy-sur-Drôme et à proximité immédiate du château de Balleroy.

## Historique
Jean de Choisy fait bâtir l'édifice en 1650-1651.
Le seigneur nommait à la cure.
L'édifice est classé au titre des monuments historiques le 21 avril 1951.

## Description
La tour située à la croisée du transept est octogonale et pourvue en son sommet d'une pyramide couverte d'ardoises. « Les murs sont en briques et en pierres de taille ».

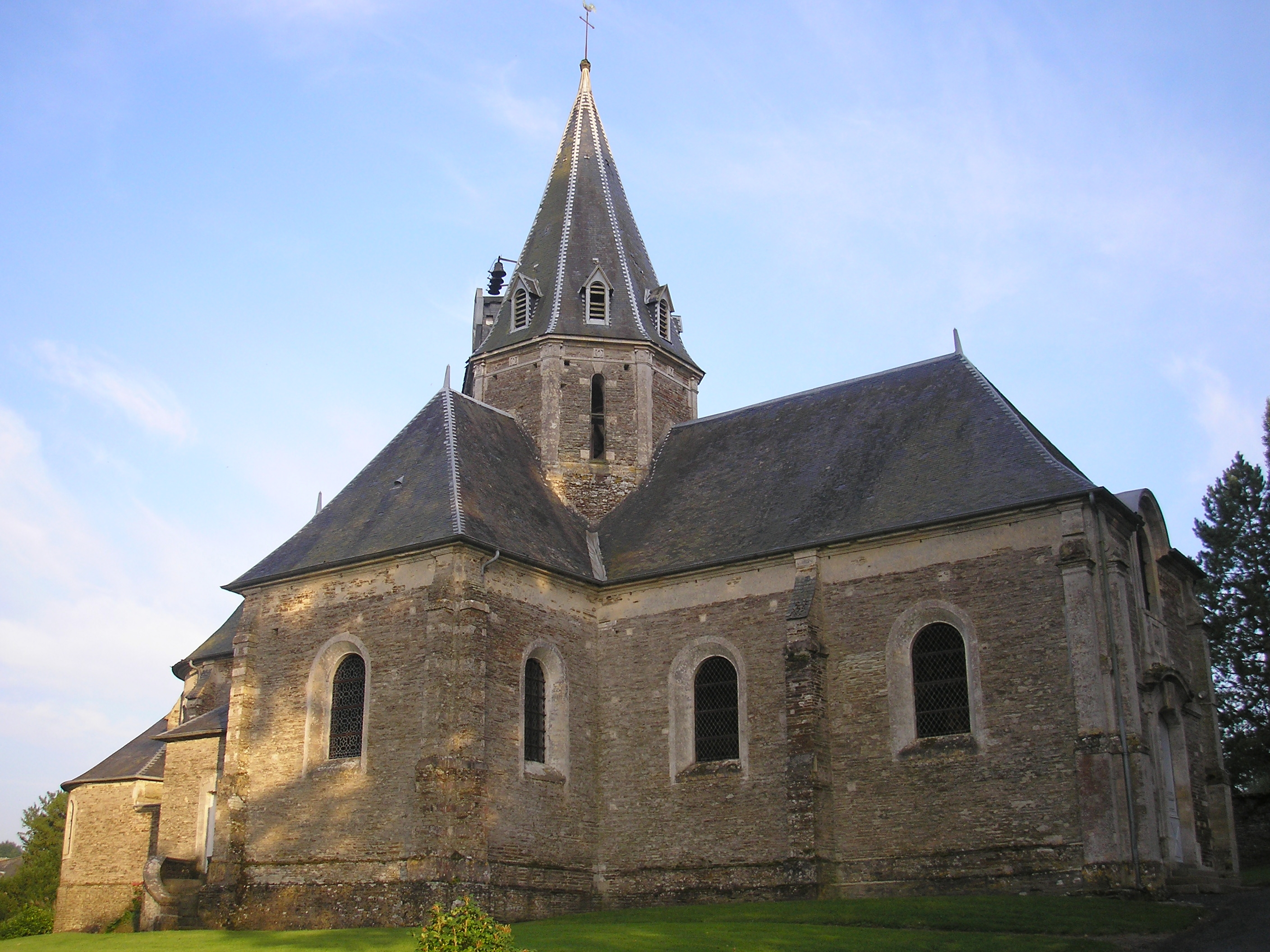
Autre vue extérieure.
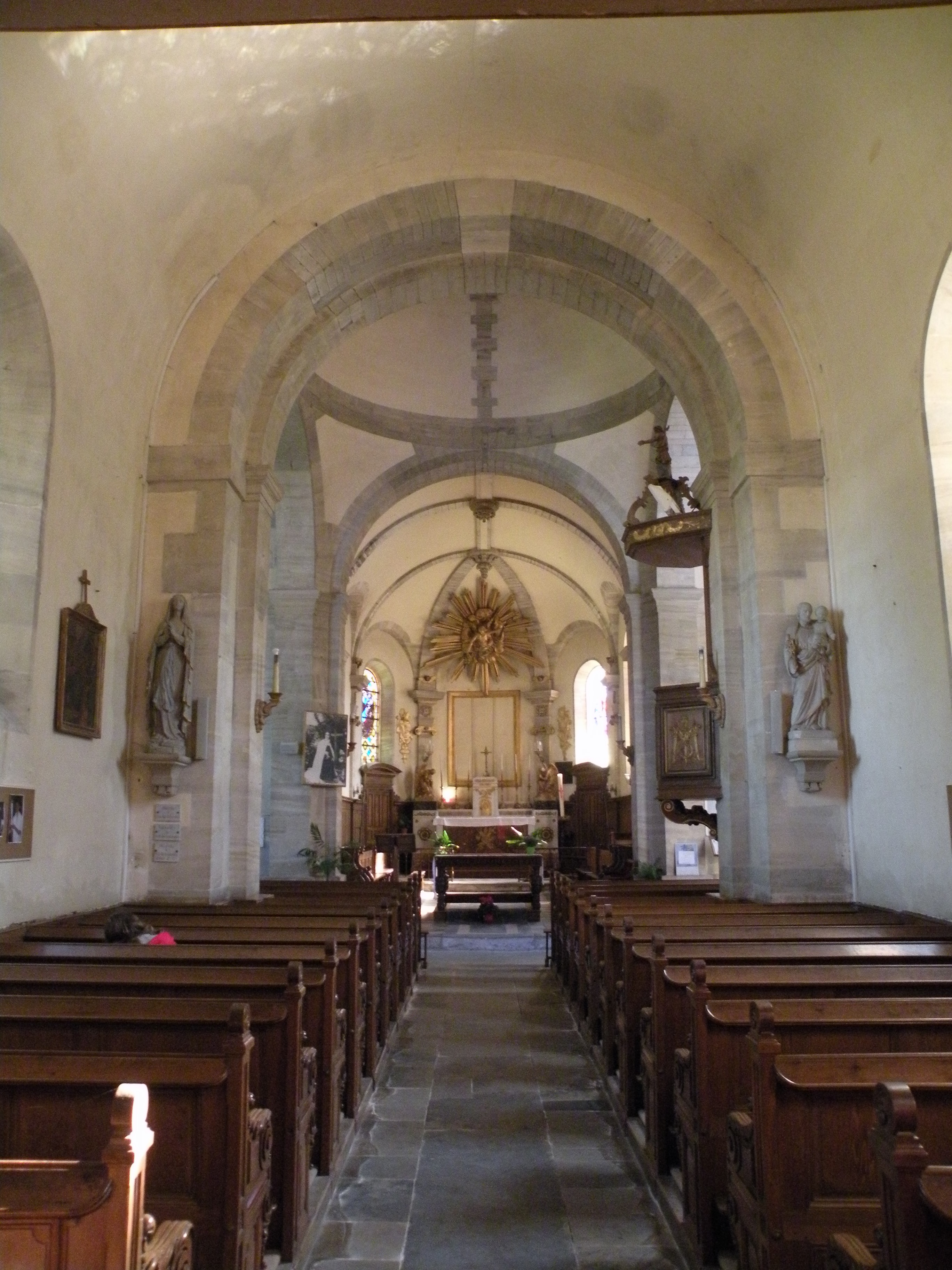
Vue intérieure.
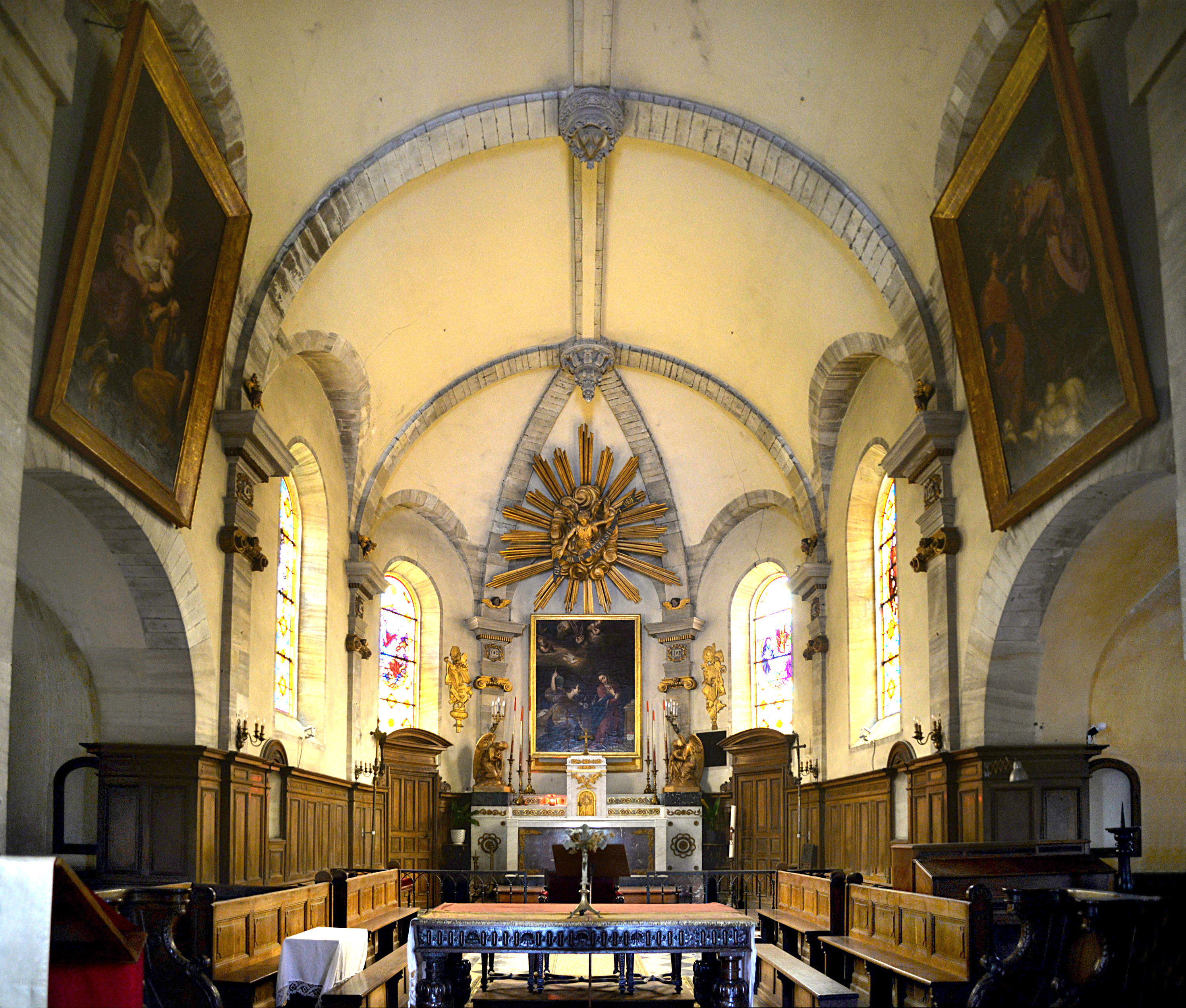
Vue du chœur.
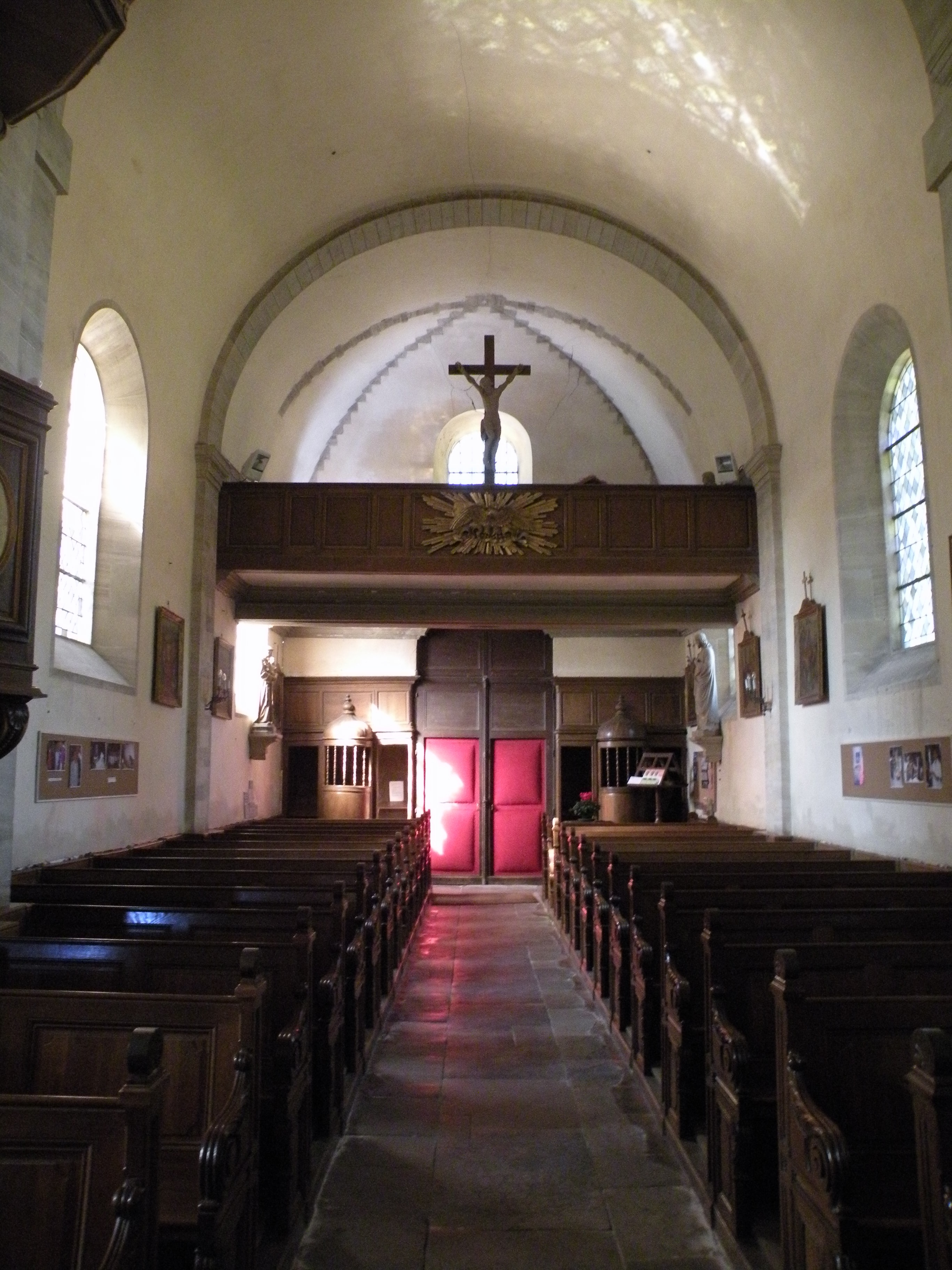
Autre vue intérieure.
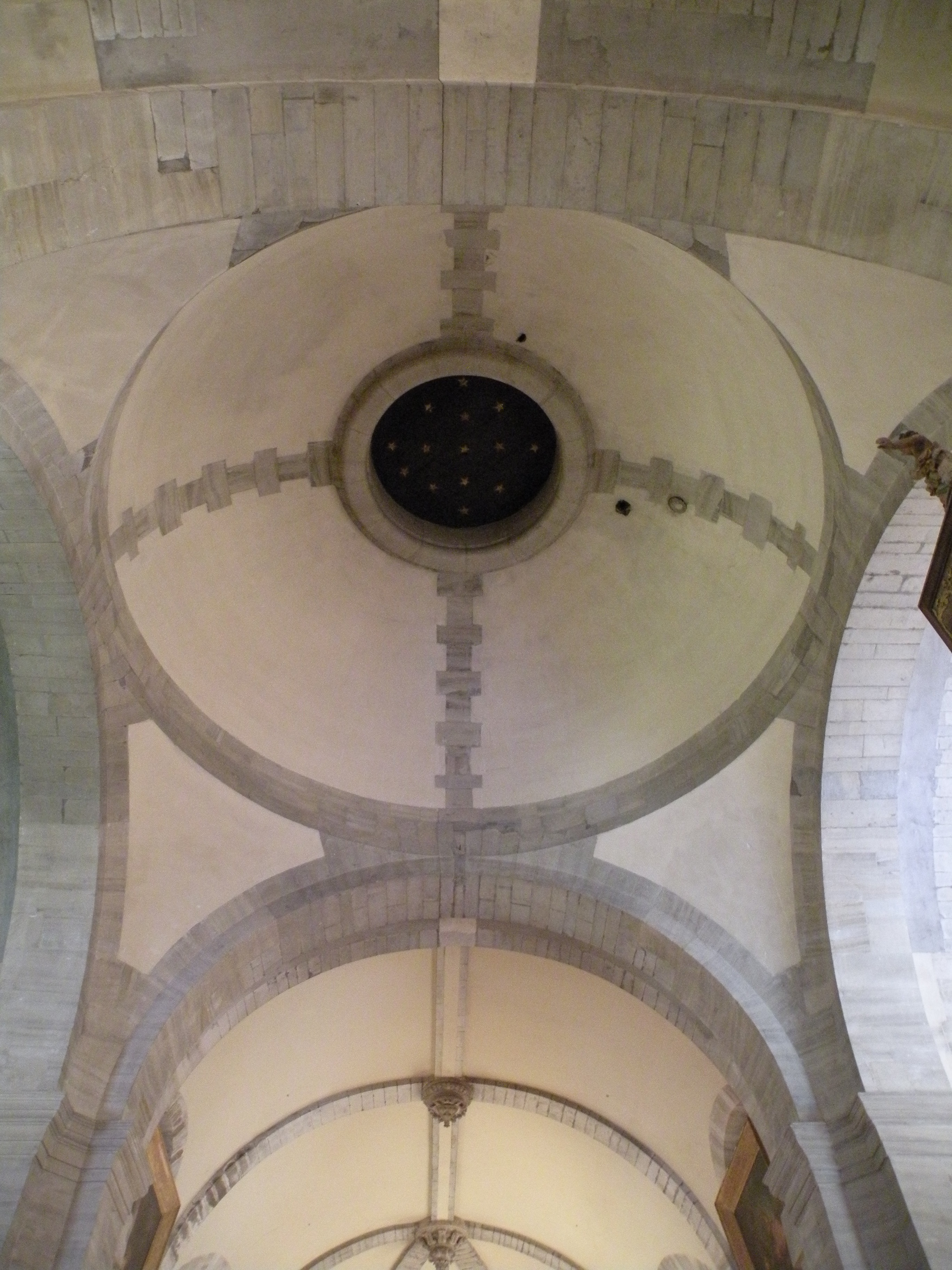
Vue du plafond.
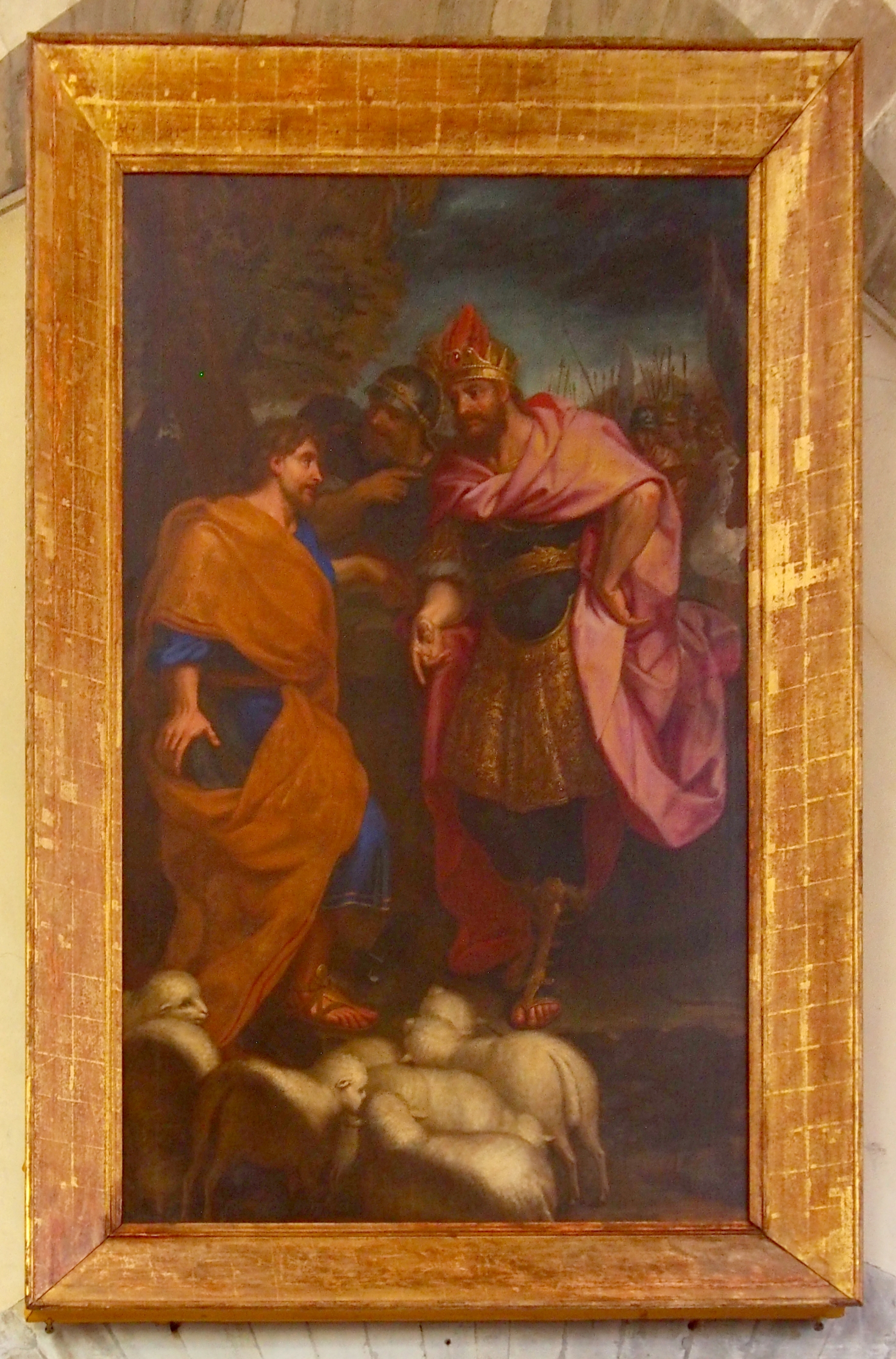
Le tableau La Postérité d'Abraham.